# 1645 Waterfield
1645 Waterfield (1933 OJ) là một tiểu hành tinh vành đai chính được phát hiện ngày 24 tháng 7 năm 1933 bởi K. Reinmuth ở Heidelberg.